# قرار مجلس الأمن التابع للأمم المتحدة رقم 496
قرار مجلس الأمن التابع للأمم المتحدة رقم 496، الذي تم تبنيه بالإجماع في 15 ديسمبر 1981، بعد سماع احتجاجات من سيشيل، أدان المجلس محاولة الانقلاب الأخيرة في البلاد من قبل المرتزقة الأجانب، بما في ذلك مايك هور، الذي يُزعم أن جنوب أفريقيا تدعمه، وما تلاها من اختطاف طائرة تابعة لشركة طيران الهند، في 25 نوفمبر 1981.
استمر القرار في إنشاء لجنة، بمساعدة الأمين العام، للتحقيق في الأحداث وتقديم تقرير في موعد لا يتجاوز 31 يناير 1982.
تم القبض على ما يقرب من 40 من المرتزقة ومعهم أسلحة في مطار سيشيل الدولي وفشل الانقلاب. وقالت ممثلة سيشيل، غلوفانيلا غونثير، للمجلس إن «هناك كل الأسباب للاعتقاد بأن جنوب أفريقيا ربما تكون ضالعة في العدوان». ودعت الدولة فيما بعد إلى مقاطعة الطيران المدني لجنوب إفريقيا ردًا على ذلك، لكن جنوب إفريقيا نفت تورطها وقالت إنها ستحاكم بعض المرتزقة الـ 39 الذين هبطوا في البلاد على متن رحلة طيران الهند المخطوفة.
تم فحص تقرير عن الأحداث في القرار 507 (1982).

## روابط خارجية
- نص القرار في undocs.org